# 1972–1973-as NHL-szezon
Az 1972–1973-as NHL-szezon az ötvenhatodik NHL-szezon volt.
Ebben a szezonban két új csapat lépett be a ligába, a New York Islanders és az Atlanta Flames. Az Islanders a keleti divízióba, a Flames a nyugati divízióba került.

## Tabella
Megjegyzés: a vastagon szedett csapatok bejutottak a rájátszásba
| Keleti divízió      | MSz | Gy | V  | D  | SzG | KG  | B    | P   |
| ------------------- | --- | -- | -- | -- | --- | --- | ---- | --- |
| Montréal Canadiens  | 78  | 52 | 10 | 16 | 329 | 184 | 783  | 120 |
| Boston Bruins       | 78  | 51 | 22 | 5  | 330 | 235 | 1097 | 107 |
| New York Rangers    | 78  | 47 | 23 | 8  | 297 | 208 | 765  | 102 |
| Buffalo Sabres      | 78  | 37 | 27 | 14 | 257 | 219 | 940  | 88  |
| Detroit Red Wings   | 78  | 37 | 29 | 12 | 265 | 243 | 893  | 86  |
| Toronto Maple Leafs | 78  | 27 | 41 | 10 | 247 | 279 | 716  | 64  |
| Vancouver Canucks   | 78  | 22 | 47 | 9  | 233 | 339 | 943  | 53  |
| New York Islanders  | 78  | 12 | 60 | 6  | 170 | 347 | 881  | 30  |

| Nyugati divízió         | MSz | Gy | V  | D  | SzG | KG  | P  |
| ----------------------- | --- | -- | -- | -- | --- | --- | -- |
| Chicago Black Hawks     | 78  | 42 | 27 | 9  | 284 | 225 | 93 |
| Philadelphia Flyers     | 78  | 37 | 30 | 11 | 296 | 256 | 85 |
| Minnesota North Stars   | 78  | 37 | 30 | 11 | 254 | 230 | 85 |
| St. Louis Blues         | 78  | 32 | 34 | 12 | 233 | 251 | 76 |
| Pittsburgh Penguins     | 78  | 32 | 37 | 9  | 257 | 265 | 73 |
| Los Angeles Kings       | 78  | 31 | 36 | 11 | 232 | 245 | 73 |
| Atlanta Flames          | 78  | 25 | 38 | 15 | 191 | 239 | 65 |
| California Golden Seals | 78  | 16 | 46 | 16 | 213 | 323 | 48 |

## Kanadai táblázat
| Játékos         | Csapat              | MSz | G  | A  | P   | B  |
| --------------- | ------------------- | --- | -- | -- | --- | -- |
| Phil Esposito   | Boston Bruins       | 78  | 55 | 75 | 130 | 87 |
| Bobby Clarke    | Philadelphia Flyers | 78  | 37 | 67 | 104 | 80 |
| Bobby Orr       | Boston Bruins       | 63  | 29 | 72 | 101 | 99 |
| Rick MacLeish   | Philadelphia Flyers | 78  | 50 | 50 | 100 | 69 |
| Jacques Lemaire | Montréal Canadiens  | 77  | 44 | 51 | 95  | 16 |
| Jean Ratelle    | New York Rangers    | 78  | 41 | 53 | 94  | 12 |
| Mickey Redmond  | Detroit Red Wings   | 76  | 52 | 41 | 93  | 24 |
| John Bucyk      | Boston Bruins       | 78  | 40 | 53 | 93  | 12 |
| Frank Mahovlich | Montréal Canadiens  | 78  | 38 | 55 | 92  | 51 |
| Jim Pappin      | Chicago Black Hawks | 76  | 41 | 51 | 92  | 82 |

## Kapusok statisztikái
| Játékos          | Csapat                | MSz | Gy | V  | D  | Perc | KG  | SO   | KGÁ  |
| ---------------- | --------------------- | --- | -- | -- | -- | ---- | --- | ---- | ---- |
| Gilles Villemure | New York Rangers      | 34  | 20 | 12 | 2  | 2040 | 78  | 3    | 2.29 |
| Ken Dryden       | Montréal Canadiens    | 54  | 33 | 7  | 13 | 3165 | 119 | 6    | 2.36 |
| Tony Esposito    | Chicago Black Hawks   | 56  | 32 | 17 | 7  | 3340 | 140 | 4    | 2.51 |
| Roy Edwards      | Detroit Red Wings     | 52  | 27 | 17 | 7  | 3012 | 132 | 6    | 2.63 |
| Dave Dryden      | Buffalo Sabres        | 37  | 14 | 13 | 7  | 2018 | 89  | 3    | 2.65 |
| Roger Crozier    | Buffalo Sabres        | 49  | 23 | 13 | 7  | 2633 | 121 | 3    | 2.76 |
| Doug Favell      | Philadelphia Flyers   | 44  | 20 | 15 | 4  | 2419 | 114 | 3    | 2.83 |
| Rogatien Vachon  | Los Angeles Kings     | 53  | 22 | 20 | 10 | 3120 | 148 | 4    | 2.85 |
| Cesare Maniago   | Minnesota North Stars | 47  | 21 | 18 | 6  | 2736 | 132 | 5    | 2.89 |
| Jim Rutherford   | Pittsburgh Penguins   | 49  | 20 | 22 | 5  | 2660 | 129 | 2.91 |      |

## Stanley-kupa rájátszás

### Negyeddöntő
- Montréal Canadiens (1. kelet) 4 - Buffalo Sabres (4. kelet) 2
- Philadelphia Flyers (2. nyugat) 4 - Minnesota North Stars (3. nyugat) 2
- Chicago Black Hawks (1. nyugat) 4 - St. Louis Blues (4. nyugat) 1
- Boston Bruins (2. kelet) 1 - New York Rangers (3. kelet) 4

### Elődöntő
- Montréal Canadiens (1. kelet) 4 - Philadelphia Flyers (2. nyugat) 1
- Chicago Black Hawks (1. nyugat) 4 - New York Rangers (3. kelet) 1

### Döntő
Chicago Black Hawks vs. Montréal Canadiens
| Dátum       | Idegenben           | Eredmény | Otthon              | Eredmény | Megjegyzés |
| ----------- | ------------------- | -------- | ------------------- | -------- | ---------- |
| Április 29. | Chicago Black Hawks | 3        | Montréal Canadiens  | 8        |            |
| Május 1.    | Chicago Black Hawks | 1        | Montréal Canadiens  | 4        |            |
| Május 3.    | Montréal Canadiens  | 4        | Chicago Black Hawks | 7        |            |
| Május 6.    | Montréal Canadiens  | 4        | Chicago Black Hawks | 0        |            |
| Május 8.    | Chicago Black Hawks | 8        | Montréal Canadiens  | 7        |            |
| Május 10.   | Montréal Canadiens  | 6        | Chicago Black Hawks | 4        |            |

A hét mérkőzésből álló párharcot (négy győzelemig tartó sorozatot) a Montréal nyerte 4:2-re, így ők lettek a Stanley-kupa bajnokok.

## NHL díjak
- Prince of Wales-trófea — Montréal Canadiens
- Clarence S. Campbell-tál - Chicago Black Hawks
- Art Ross-trófea - Phil Esposito, Boston Bruins
- Bill Masterton-emlékkupa - Lowell MacDonald, Pittsburgh Penguins
- Calder-emlékkupa - Steve Vickers, New York Rangers
- Conn Smythe-trófea Yvan Cournoyer, Montréal Canadiens
- Hart-emlékkupa - Bobby Clarke, Philadelphia Flyers
- James Norris-emlékkupa - Bobby Orr, Boston Bruins
- Lady Byng-emlékkupa - Gilbert Perreault, Buffalo Sabres
- Lester B. Pearson-díj - Phil Esposito, Boston Bruins
- Plusz/minusz vezető - Jacques Laperrière, Montréal Canadiens
- Vezina-trófea (legjobb kapusok) - Ken Dryden, Montréal Canadiens
- Lester Patrick-trófea (USA-i hoki iránti szolgálat) - Walter Bush

### Első All-Star csapat
- Kapus: Ken Dryden, Montréal Canadiens
- Hátvéd: Bobby Orr, Boston Bruins
- Hátvéd: Guy Lapointe, Montréal Canadiens
- Center: Phil Esposito, Boston Bruins
- Balszélső: Frank Mahovlich, Montréal Canadiens
- Jobbszélső: Mickey Redmond, Detroit Red Wings

### Második All-Star csapat
- Kapus: Tony Esposito, Chicago Black Hawks
- Hátvéd: Brad Park, New York Rangers
- Hátvéd: Bill White, Chicago Black Hawks
- Center: Bobby Clarke, Philadelphia Flyers
- Balszélső: Dennis Hull, Chicago Black Hawks
- Jobbszélső: Yvan Cournoyer, Montréal Canadiens

## Debütálók
Itt a fontosabb debütálók szerepelnek, első csapatukkal. A csillaggal jelöltek a rájátszásban debütáltak.
- Dan Bouchard, Atlanta Flames
- Jacques Richard, Atlanta Flames
- Jim Schoenfeld, Buffalo Sabres
- Robbie Ftorek, Detroit Red Wings
- Steve Shutt, Montréal Canadiens
- Larry Robinson, Montréal Canadiens
- Bob Nystrom, New York Islanders
- Billy Harris, New York Islanders
- Steve Vickers, New York Rangers
- Bill Barber, Philadelphia Flyers
- Jimmy Watson, Philadelphia Flyers
- Tom Bladon, Philadelphia Flyers
- Denis Herron, Pittsburgh Penguins
- Don Lever, Vancouver Canucks

## Visszavonulók
Itt a fontosabb olyan játékosok szerepelnek, akik utolsó NHL-meccsüket ebben a szezonban játszották.
- Jacques Plante, Boston Bruins (a World Hockey Associationban továbbjátszott)
- Pat Stapleton, Chicago Black Hawks (a World Hockey Associationban továbbjátszott)
- Ralph Backstrom, Chicago Black Hawks (a World Hockey Associationban továbbjátszott)
- Harry Howell, Los Angeles Kings (a World Hockey Associationban továbbjátszott)
- Ron Stewart, New York Islanders
- Ken Schinkel, Pittsburgh Penguins
- Bob Baun, Toronto Maple Leafs
- Dave Balon, Vancouver Canucks (a World Hockey Associationban továbbjátszott)